# (36279) 2000 BQ5
2000 BQ5 (asteroide 36279) é um asteroide troiano de Júpiter. Possui uma excentricidade de 0.10063860 e uma inclinação de 31.16790º.
Este asteroide foi descoberto no dia 27 de janeiro de 2000 por LINEAR em Socorro.